# Мдина
Мдина (на малтийски: Mdina) е старата столица на Малта.
Представлява средновековен укрепен град, разположен на върха на хълм в централната част на големия малтийски остров. Наричана е от местните и от посетителите „Silent City“ (Тихият град). Мдина е все още ограничена и затворена в собствените си крепостни стени, където населението е по-малко от 300 души. В непосредствена близост е разположено селището Рабат с около 11 000 жители, чието име произлиза от арабската дума за предградие.
Понастоящем много от красивите къщи и дворци в града музей служат за частни домове. Сърцето на Мдина е площадът с впечатляващата катедрала Св. Павел. Само ограничен брой автомобили на местни жители, както и церемониални коли се допускат на територията зад ограждащите стени.

## История
Мдина е била населена и вероятно първоначално укрепена от финикийците през 700 г. пр.н.е. Те са наричали селището Малет (Maleth). По време на Римската империя Малта става Муниципиум, а римският губернатор построява двореца си в Мдина.
Според легендата Св. Павел е пребивавал в града след историческото си корабокрушение на острова. Голяма част от сегашния архитектурен облик и най-вече в градоустройствено отношение (характерните тесни улички) се дължи на фатимидския период, който започва през 999 г. През 1091 г. Малта е завладяна от норманите. Те изграждат дебелите крепостни стени и разширяват съществуващия защитен ров пред тях. Мдина се разделя от граничещия град Рабат.
Малта преминава във владение на ордена на рицарите хоспиталиери през 1530 г. Мдина е домакин на церемонията, в която Великият Магистър (върховната длъжност на ордена) се заклева да защитава малтийските острови и правата на техните поданици.
Силно земетресение през 1693 г. нанася значителни поражения на града, което води до навлизане на бароковата стилистика в архитектурата му при последващото възстановяване. Рицарите издигат наново катедралата „Св. Павел“ по проект на архитекта Лоренцо Гафа. Палацо Фалсон, Магистърският дворец, както и значителна реставрация на целия град също са дело на хоспиталиерите.

## Забележителности
- Катедралата Св. Павел / (St. Paul's Cathedral)
- Дворецът Вилхена / (Vilhena Palace)
- Палацо Фалсон (Къща Норман) / (Palazzo Falson (Norman House))
- Църквата Св. Агата / (St. Agatha's Chapel)
- Църквата Св. Николас / (St. Nicholas' Chapel)
- Природонаучният музей / (Natural History Museum)
- Мдинският затвор / (Mdina Dungeons)
- Църквата и манастирът на кармелитите / (Carmelite Church & Convent)
- Бенедиктинският манастир / (Benedictine Monastery)
- Площадът Бастион / (Bastion Square)

## Галерия
- Катедралата Св. Павел
- Площадът Бастион
- Площадът пред катедралата
- Дворецът Вилхена